# Kristin Kögel
Kristin Kögel (* 21. September 1999 in Neu-Ulm) ist eine deutsche Fußballspielerin. Seit 2020 steht sie beim Bundesligisten Bayer Leverkusen unter Vertrag und spielt in der U-23-Nationalmannschaft, deren Kapitänin sie ist.

## Karriere

### Vereine
Die 1,55 m große Kögel besuchte das Anna-Essinger-Gymnasium Ulm und durchlief beim TSV Neu-Ulm alle Jugendmannschaften. Ab der Saison 2013/14 spielte sie mit Zweitspielrecht auch für den SV Alberweiler in der Staffel Süd der B-Juniorinnen-Bundesliga, für den sie bis Saisonende 2015/16 in 37 Punktspielen 28 Tore erzielte.
In der Saison 2016/17 bestritt sie 20 von 22 Punktspielen für den VfL Sindelfingen in der Staffel Süd der 2. Bundesliga und erzielte zwei Tore. Ihr Zweitligadebüt gab sie am 28. August 2016 (1. Spieltag) beim 1:0-Sieg im Auswärtsspiel gegen den TSV Crailsheim. Eine Woche zuvor gab sie ihr Pflichtspieldebüt, als sie in der 1. Runde des DFB-Pokal-Wettbewerbs beim 8:0-Sieg über Alemannia Aachen eingesetzt wurde und drei Tore erzielte.
Von 2017 bis 2020 stand sie beim FC Bayern München unter Vertrag, für den sie vorwiegend in der zweiten Mannschaft überwiegend zum Einsatz kam. In ihrer Premierensaison bestritt sie 20 Punktspiele in der 2. Bundesliga Süd und erzielte vier Tore. In der ersten Mannschaft debütierte sie am 7. Oktober 2017 eine Halbzeit lang im Zweitrundenspiel des DFB-Pokal-Wettbewerbs beim 3:0-Sieg über den SV Alberweiler. Ihr Bundesligadebüt gab sie am 29. September 2019 (5. Spieltag) beim 4:0-Sieg im Heimspiel gegen den MSV Duisburg von Beginn an.
Am 14. Juli 2020 gab Bayer 04 Leverkusen die Verpflichtung von Kögel bekannt. Sie unterschrieb einen Zweijahresvertrag.

### Auswahl-/Nationalmannschaft
Bevor sie in der Württembergischen U18-Auswahlmannschaft in vier Spielen um den Länderpokal 2015 zum Einsatz kam, bestritt sie bereits am 23. April 2014 ihr erstes Länderspiel für die U15-Nationalmannschaft, die das Testspiel gegen die U15-Auswahl der Niederlande mit 6:1 gewann, wobei sie mit dem Treffer zum Endstand in der 72. Minute sogleich ihr erstes Tor erzielte. Im Verlauf ihrer Nationalspielerkarriere kam sie siebenmal in der U16-, 13 Mal in der U17- und siebenmal in der U19-Nationalmannschaft zum Einsatz. In dieser Zeit nahm sie an der U17-WM 2016 und der U19-EM 2017 teil. Danach gehörte sie der U20-Nationalmannschaft an, mit der sie an der Weltmeisterschaft 2018 in Frankreich teilnahm, zweimal zum Einsatz kam und ein Tor erzielte. Bei der Reaktivierung der U23-Nationalmannschaft im Spieljahr 2024 kam sie am 24. Oktober in Frankfurt am Main beim 3:0-Sieg über die U23-Nationalmannschaft Frankreichs zum Einsatz.

## Erfolge
- Meister 2. Bundesliga 2019